# Isikava Jui
Isikava Jui (石川由依; Hepburn: Ishikawa Yui) (1989. május 30. –) japán színésznő, szinkronszínésznő a Sunaoka (Himavari társulat) alkalmazásában.
A Hjógo prefektúrában született, 161 cm magas, tud klasszikus balettezni, dzsessztáncolni és dzsiggelni.

## Filmográfia (színészként)

### TV drámák
- Renzoku terebi sószecu "Dzsundzsó Kirari" (NHK)
- Mokujó dzsidaigeki "Jagjú júbei nanaban sóbu" (NHK) – Chaya lánya

### Színházi szerepek
- Moonlight Children (2003)
- Stranger for Christmas (2003) – Irene
- Asita no atasi kanata no anata (2003) – Fubuki
- Gekidan Himavari szóricu 50 súnenkinen kóen "Akage no Anne" (2003) – Anne Shirley
- Korczak szenszei (2003, Setagaya Public Theatre) – Nataruka
- Sans famille (2004) – Arthur
- Ie naki ko musical (2004) – Arthur
- Szorairo Magatama musical (2005) – Szaja
- Himicu no Hanazono musical (2005) – Mary Lennox
- Mori haikiteiru musical (2006)
- Mori haikiteiru musical (2007) – a főhős lánya
- Ginga tecudó no joru musical (2008) – Giovanni
- Mori haikiteiru musical (2009)
- Toshima Szimfonikus Zenekar 2010-es tavaszi koncertje (2010)
- "Gakuja": Nagare szaru mono va jagate nacukasiki (2010)
- Gekidan Himavari szóricu 60 súnenkinen kóen "Anne" (2011) – Margaux
- "Piece Reading Vol. 14" (2011)
- Cucsimikado ódzsi: Injósi, Abenoszeimei to kifune no onna (2012) – Sirabjosi
- Inori 2012: Cumetai joru ni (2012)
- Geki szókjú no Fafner (2012) – Tatekami Szeri
- Taki Rentaró no júdzsin, to csidzsin to Sonota moromoro (2014) – Fuku

### Varieték
- Icumite mo haranbandzsó (NTV)
- Odoru! Szanma goten!! (NTV)
- Kovai nicsijóbi (NTV)
- Vakeari dzsinszei (TV Asahi)
- Kitty’s Paradise Gold (TV Tokyo)
- Sóhókó Quiz tenka tóicu (NHK GTV, 2013. augusztus 3.)

## Filmográfia (szinkronszínészként)
A főszerepek félkövéren

### TV anime
2007
- Oden-kun (Ika-csan)
- Heroic Age (Dhianeila Y Leisha Altoria Ol Yunos)

2008
- Druaga no tó: The Aegis of Uruk (hercegnő)

2009
- Darker than Black: Rjúszei no Gemini (Tanya)

2013
- Gundam Build Fighters (Kószaka Csina)[3]
- Singeki no kjodzsin (Mikasa Ackerman)[4]
- Pokémon Origins (Reina)
- Pocket Monsters: Best Wishes! Season 2 Deco Lola Adventure (Holly)
- Lupin III: Princess of the Breeze - Kakuszareta kúcsú tosi (Yutika)[5]

### OVA
2009
- XxxHolic: Sunmuki (lány a szállóban)

### Animefilmek
2012
- Neravareta gakuen (Szoga Haruka)[6][7]

### Videójátékok
2013
- Singeki no kjodzsin: Dzsinrui szaigo no cubasza (Mikasa Ackerman)

2014
- Sword Art Online: Hollow Fragment (Philia)[8]

### Mobiltelefonos alkalmazások
2014
- Grand Blue Fantasy
- 82H Blossom (Vatanabe Kanae)

### Rádió
- Argonaut Channel (webrádió, 2007)
- Nonaka Ai, Isikava Jui no Radio Operating System (Bunkahószó csó! A&G+, 2013)
- A&G Girls Project Trefle (Bunkahószó csó! A&G+, 2013)

#### Rádiódráma
- Szeisun Adventure "Jakeato no tennjo" (NHK-FM, 2005) – Miho
- Szeisun Adventure "Fúdzsin hisó" (NHK-FM, 2006-2007) – Itosze
- Szeisun Adventure "Shabaki" "Shabaki 2" (NHK-FM, 2007) – Naie
- NHK-FM tokusu Audio Drama "Szekai to no osirasze ma meikjú" (NHK-FM, 2011)
- Szeisun Adventure "Szabaku no utahime" (NHK-FM, 2011) – Yun
- Szeisun Adventure "Gessokutó no mamono" (NHK-FM, 2012) – Maple
- Szeisun Adventure "Dokuro-dzsó no hanajome" (NHK-FM, 2013) – Maple
- Szeisun Adventure "Christmas Carol" (NHK-FM, 2013) – Martha
- NHK-FM tokusu Audio Drama "Kókjó utadzsiin to tomoni: Tatta icsi-ba no vataridori" (NHK-FM, 2014) – Hina

### Egyebek
- Magazine Z (tévéreklám, 2007)
- Pókember film
- A Canon 2002-ben megjelent új termékeinek bemutatása
- NEC Value Star F "Hikaru jubi-hen" (rádióreklám)
- Kodomo ningjo u gekidzsó "Jenny" (NHK Educational TV)
- Toshiba Dynabook "I’m Possible" (2011)

### CD-k

#### Zene CD-k
| július 11.     | Heroic Age Original Soundtrack I (Star Way) | Dhianeila (Isikava Jui)                                                                     | Azurite (for Luster Star Dhianeila) (bónuszdal) | TV anime "Heroic Age" Original Soundtrack I        |
| szeptember 26. | Heroic Age Original Soundtrack II (kikan)   | Dhianeila (Isikava Jui)                                                                     | Flowery (bónuszdal)                             | TV anime "Heroic Age" Original Soundtrack II kikan |
| 2008           |                                             |                                                                                             |                                                 |                                                    |
| január 28.     | Heroic Age Sideway II                       | Dhianeila (Isikava Jui), Yuty (Kosimizu Ami)                                                | Gakuen tengoku (bónuszdal)                      | TV Anime "Heroic Age" Sideway II                   |
| 2013           |                                             |                                                                                             |                                                 |                                                    |
| október 23.    | Anison sinkjoku+ChainChro                   | Trefle (Isikava Jui, Ikki Csihiro, Kano Jui, Gotó Jukari, Takahasi Minami és Tagami Marina) | Kizuna no monogatari További feldolgozások      | A "Chain Chronicle" videójáték főcímdala           |

#### Audiodrámák
- Heroic Age
  - Heroic Age: Sideway II
  - Heroic Age Original Soundtrack Album I
  - Heroic Age Original Soundtrack Album II
- Aquarian Age 10th Anniversary Drama CD2: Vaga suzoku no hanei no tamenara, hitohada nugó (2009) - Rosso